# Kebutuhduwur
Kebutuhduwur is een bestuurslaag in het regentschap Banjarnegara van de provincie Midden-Java, Indonesië. Kebutuhduwur telt 4591 inwoners (volkstelling 2010).